# ヘネラル・ベルグラノ (巡洋艦)
ヘネラル・ベルグラノ（ARA General Belgrano）は、アルゼンチン海軍の巡洋艦。元はアメリカ海軍の軽巡洋艦「フェニックス」であったが、アルゼンチンに売却されて再就役し、フォークランド戦争（マルビナス戦争）でイギリス海軍の原子力潜水艦「コンカラー」によって撃沈された。
原子力潜水艦からの攻撃で沈没した史上初の艦であり、またセントルイス級を除いたブルックリン級軽巡洋艦のうち、唯一の戦闘による喪失艦でもある。

## 前歴
1938年3月にアメリカのニュージャージー州にあるニューヨーク造船所でブルックリン級軽巡洋艦「フェニックス」 (USS Phoenix) として建造されアメリカ海軍に納入された。その後日本海軍による真珠湾攻撃を生き延びて太平洋戦争期間中活躍し、大戦終結後の1946年7月にアメリカ海軍を退役した。

## アルゼンチン海軍での就役
1951年1月11日、アルゼンチン海軍は「フェニックス」の同型艦「ボイシ」を購入し 、続いて同年4月9日に「フェニックス」を購入した 。両艦は1951年10月17日に就役し、「ボイシ」はアルゼンチンの独立記念日にちなみ「ヌエベ・デ・フリオ（7月9日）」 (ARA Nueve de Julio)に、「フェニックス」は「ディエシシエテ・デ・オクトゥブレ（10月17日）」 (ARA Diecisiete de Octubre) と命名された。艦名の由来となった10月17日は、ファン・ペロン大統領が軍部によるクーデターを支持者により打破した1945年10月17日による（1946年以降、ペロン政権下では「忠誠の日」として祝日とされていた）。国家としての記念日というよりは、ペロン大統領の属する正義党（俗にペロン党ともいう）の記念日であった。
「ディエシシエテ・デ・オクトゥブレ」は、1955年に起きたペロン大統領追放を目的としたクーデターの際には「ヌエべ・デ・フリオ」と共にクーデター側に参加した。クーデターの成功後、「ディエシシエテ・デ・オクトゥブレ」は「ヘネラル・ベルグラノ（ベルグラノ将軍）」（ARA General Belgrano）へと改名された。艦名は1816年に行われたアルゼンチン独立戦争時の英雄であり、アルゼンチン国旗の制定者であるマヌエル・ベルグラーノ将軍に由来する。
改名後の1956年、「ヘネラル・ベルグラノ」は夜間演習中に「ヌエべ・デ・フリオ」と衝突して双方とも損傷したが修復された。「ヘネラル・ベルグラノ」は1956年、1961年、1963年、1965年、1968年に同海軍における最優秀戦闘射撃賞を受賞している。
1967年から1968年にかけて改修を受け、シーキャット個艦防空ミサイルの4連装発射機が2基搭載された後、1969年には艦隊旗艦に指定された。「へネラル・ベルグラノ」は1978年に「ヌエベ・デ・フリオ」が退役した後も同艦を部品取りとして現役を保ち、1981年4月12日にはアルゼンチン海軍での就役30周年記念式典が開かれた。翌1982年1月に士官候補生の訓練巡航を実施したが、その後、「へネラル・ベルグラノ」はフォークランド戦争を迎えることとなる。

### フォークランド戦争での撃沈

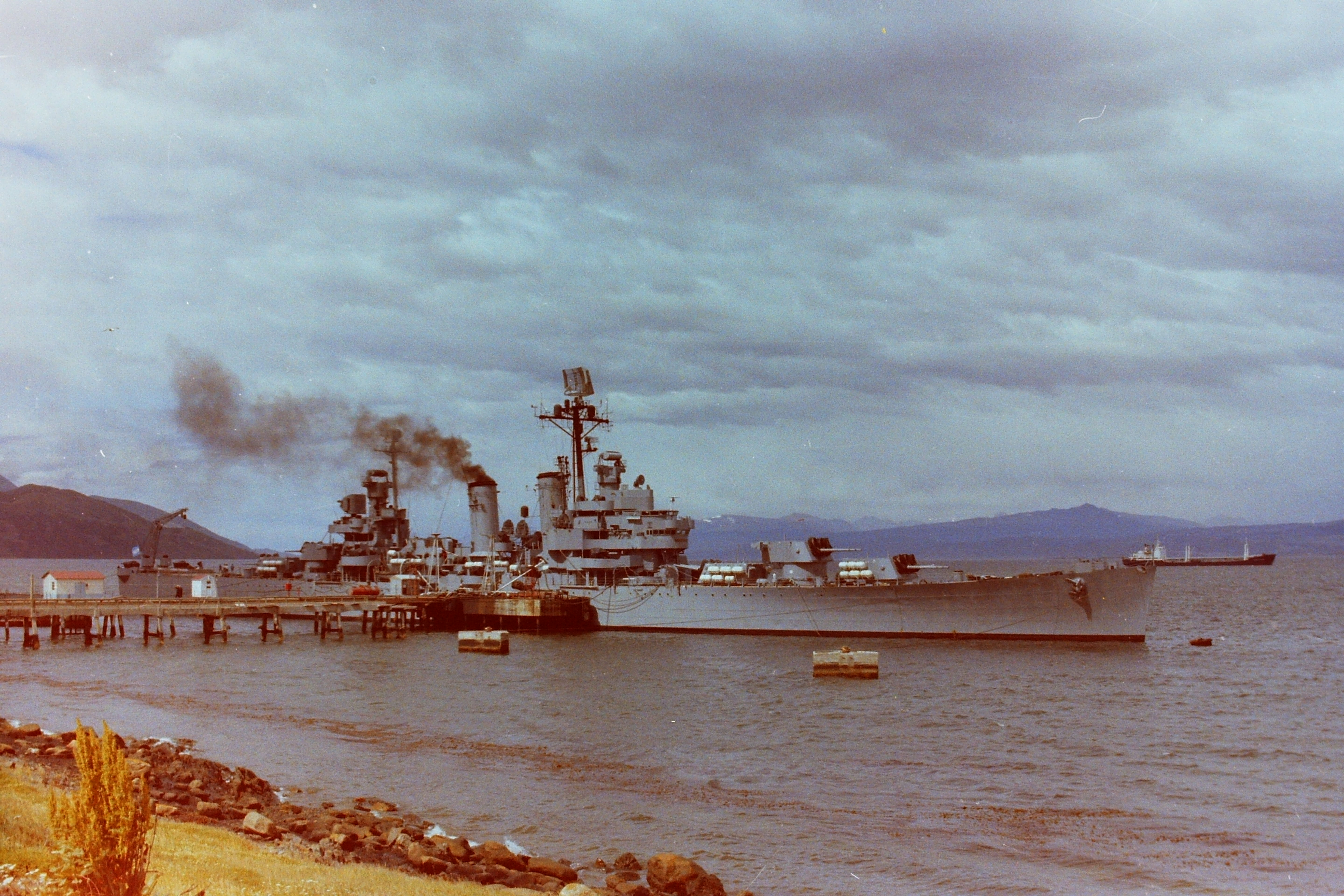
沈没の約4ヶ月前、1982年1月31日に撮影された「ヘネラル・ベルグラノ」。

1982年3月末、アルゼンチンがフォークランド諸島に侵攻した。イギリスは機動部隊（第317任務部隊）を編成して反撃体制を整えた。ここにフォークランド戦争（マルビナス戦争）が勃発する。
アルゼンチンは当初イギリスの反攻を予期していなかったが、イギリスの動きを見て4月5日から大規模な艦隊の再編成に着手した。「ヘネラル・ベルグラノ」を含むアルゼンチンの主要な戦闘艦艇および補助艦艇は第79任務部隊として再編された。4月30日、この任務部隊は3つの任務群に分割され、本艦はロス・エスタードス島北方を担当する第79.3任務群の旗艦となった。
5月1日、第79.1任務群旗艦である航空母艦「ベインティシンコ・デ・マヨ」搭載のトラッカー哨戒機がイギリス空母戦闘群を発見したことで、同日2307Z時(2007L時)、同空母に乗艦していた第79任務部隊指揮官アララ准将は攻撃作戦の開始を命じた。この作戦では、「ベインティシンコ・デ・マヨ」の第79.1任務群と「へネラル・ベルグラノ」の第79.3任務群によってイギリス空母戦闘群を挟撃することになっていた。しかし風が弱まって「ベインティシンコ・デ・マヨ」のスカイホーク艦上攻撃機が発艦できなかったほか、イギリス側に位置を知られたと思われたことから、攻撃作戦は5月2日未明に中止された。各任務群はイギリスの潜水艦を避けるために反転して浅海域に戻ることとなった。「へネラル・ベルグラノ」も、5月2日の0900Z時までには反転を完了していた。

各部隊の動きを示した図。図下側、第79.3任務群の経路に描かれた×印が「ヘネラル・ベルグラノ」の沈没位置。

アルゼンチン側は気付いていなかったが、本艦は5月1日1400Z時以降、イギリス海軍の原子力潜水艦「コンカラー」に追尾されていた。「へネラル・ベルグラノ」はイギリス側の設定した完全排除水域（TEZ）に入らず、その外縁部を沿うように進んでいたため、イギリスの交戦規定（ROE）で定められた攻撃対象の範囲外であった。しかし本艦は旧式とはいえ強力な艦砲と装甲を持ち、イギリス側の水上戦闘艦の4.5インチ砲やエグゾセ艦対艦ミサイルだけでは対抗できない存在であり、もし本艦が針路を変更して完全排除水域に突入してきた場合にはイギリス艦隊にとって脅威となると予想されていた。このため、本艦を攻撃するか否かはイギリス側の懸案事項となっていた。最終的にマーガレット・サッチャー首相の認可を得て交戦規定が変更され、完全排除水域外にいる「ベルグラノ」に対しての攻撃が許可された。
「コンカラー」の通信装置の不調のため、攻撃許可の受信には時間がかかったが、「コンカラー」は攻撃する意思を示す通信を5月2日1710Z時までに返信し、1813Z時、戦闘配置についた。「へネラル・ベルグラノ」は依然として「コンカラー」の存在に気付いておらず、緩やかに蛇行しながら前進していた。1857Z時までに、コンカラーは理想的な攻撃位置であるベルグラノの艦首左前方1,400 ヤードに回り込み、Mk8魚雷3発を斉射した。
「コンカラー」の魚雷2発がほぼ同時、3秒ないし4秒の差で「ヘネラル・ベルグラノ」に命中した。1発目の魚雷は艦首を吹き飛ばしたものの、内部の対魚雷隔壁は損傷を受けなかったため浸水はなく、弾薬の誘爆も起こらず、また付近に乗員がいなかったため死傷者も発生しなかった。より深刻な被害を与えたのは、左舷後方に突き刺さって後部機械室で爆発した2発目の魚雷であった。その爆風は後部機械室の上階の食堂や娯楽室に達して多数の死者を出した後、さらに上へと抜けて主甲板に長さ20ヤード（約18メートル）の破孔を開けた。2発目の魚雷による浸水が発生したが、艦内の2箇所の非常用発電設備は爆発と冠水によって両方とも失われたため、電動ポンプによる排水作業は不可能であった。魚雷命中から20分後にはエクトール・E・ボンソ艦長が総員退去命令を下し、やがて「ヘネラル・ベルグラノ」は沈没した。乗員321名と乗艦していた民間人2名が死亡し、生存者772名がアルゼンチン海軍と近隣を航行していたチリ海軍の船艇によって救助された。
本艦の沈没を受けて第79任務部隊が大陸棚の浅海に戻って以降、アルゼンチン海軍の水上戦闘艦は現存艦隊主義に徹し、紛争が終わるまで二度と出撃してくることはなかった。航空母艦「ベインティシンコ・デ・マヨ」の艦載機は搭載解除され、陸上基地からの航空作戦に参加することとなった。
「へネラル・ベルグラノ」の沈没で323人が死亡したが、これはフォークランド戦争（マルビナス戦争）におけるアルゼンチン側の戦死者649人の半数近くを占める。